# Badman's Gold
Badman's Gold è un film del 1951 diretto da Robert Emmett Tansey.
È un western statunitense con Johnny Carpenter, Alyn Lockwood e Clarke Stevens.

## Produzione
Il film, diretto da Robert Emmett Tansey su una sceneggiatura e un soggetto dello stesso Tansey e di Alyn Lockwood, fu prodotto da Tansey per la Jack Schwarz Productions e girato nel gennaio del 1951.

## Distribuzione
Il film fu distribuito negli Stati Uniti dal 3 aprile 1951 al cinema dalla Eagle-Lion Classics.

## Promozione
Le tagline sono:
- GOLD-CRAZED OUTLAWS vs. U. S. MARSHAL
- THE PRIZE...A Million Dollars in Lawless Loot! (Original Card A poster)
- RED-HOT GUNS SPIT WHITE-HOT LEAD!
- Gold-Crazed Outlaws vs. U.S. Marshal!